# El Riíto
El Riíto es un ejido del municipio de Huatabampo ubicado en el sur del estado mexicano de Sonora, en la zona del valle del río Mayo. Según los datos del Censo de Población y Vivienda realizado en 2010 por el Instituto Nacional de Estadística y Geografía (INEGI), El Riíto tiene un total de 541 habitantes. Se encuentra en la carretera estatal 151, específicamente en el tramo Huatabampo–Bachantahui, dicha carretera conecta a la cabecera municipal con el pequeño puerto de Yavaros. Fue fundado en los años 1980.

## Geografía
El Riíto se sitúa en las coordenadas geográficas 26°46′46″ de latitud norte y 109°37′49″ de longitud oeste del meridiano de Greenwich, a una elevación de 7 metros sobre el nivel del mar.